# La Torre de les Maçanes
La Torre de les Maçanes (em valenciano) ou Torremanzanas (em castelhano) é um município da Espanha na província de Alicante, Comunidade Valenciana. Tem 36,48 km² de área e em 2021 tinha 681 habitantes (densidade: 18,7 hab./km²).

## Demografia
| Variação demográfica do município entre 1991 e 2004 | Variação demográfica do município entre 1991 e 2004 | Variação demográfica do município entre 1991 e 2004 | Variação demográfica do município entre 1991 e 2004 |
| --------------------------------------------------- | --------------------------------------------------- | --------------------------------------------------- | --------------------------------------------------- |
| 1991                                                | 1996                                                | 2001                                                | 2004                                                |
| 736                                                 | 749                                                 | 704                                                 | 717                                                 |